# Lissett
Lissett är en by i civil parish Ulrome, i distriktet East Riding of Yorkshire, i grevskapet East Riding of Yorkshire, i England. Lissett var en civil parish 1866–1935 när blev den en del av Ulrome. Civil parish hade 95 invånare år 1931. Byn nämndes i Domedagsboken (Domesday Book) år 1086, och kallades då Lessete.